# Maroko na Letních olympijských hrách 2004
Maroko na Letních olympijských hrách v roce 2004 reprezentovala výprava 55 sportovců (47 mužů a 8 žen) soutěžících ve 9 sportech.

## Medailisté
| Medaile | Jméno           | Sport    | Soutěž              |
| ------- | --------------- | -------- | ------------------- |
| Zlato   | Hišám Al-Karúdž | Atletika | muži běh na 1 500 m |
| Zlato   | Hišám Al-Karúdž | Atletika | muži běh na 5 000 m |
| Stříbro | Hasna Benhassi  | Atletika | ženy běh na 800 m   |